# Helmut Duckadam
Helmut Duckadam, né le 1er avril 1959 à Semlac (Roumanie) et mort le 2 décembre 2024 à Bucarest,, est un footballeur roumain.
Il joue au poste de gardien de but, notamment au Steaua Bucarest avec lequel il remporte la Coupe des clubs champions européens 1985-1986. La finale, au cours de laquelle il est décisif, marque la fin de sa carrière au haut niveau.

## Biographie
Helmut Duckadam, issue d'une famille descendante d'Allemands du Banat, commence sa carrière dans la ligue régionale du Judet d'Arad, avant de signer à l'UT Arad en 1978 et de devenir professionnel. En 1982, il est sélectionné à deux reprises pour l'équipe de Roumanie et signe par la suite au Steaua Bucarest.
Il est le gardien du Steaua Bucarest lors de la finale de la Coupe d'Europe des clubs champions jouée à Séville en mai 1986 contre le FC Barcelone. Les équipes ne parvenant pas à se départager dans le cours du jeu (0-0), la victoire se joue lors d'une séance de tirs au but. Duckadam arrête les quatre tirs au but consécutifs de José Ramón Alexanko, Ángel Pedraza, Pichi Alonso et Marcos Alonso, devenant le premier à réaliser cet exploit au cours d'une compétition européenne officielle. Il est surnommé « le héros de Séville ». Le Steaua devient le premier club d'Europe de l'Est à remporter la plus prestigieuse compétition européenne (2 tirs au but à zéro : six des huit tirs ont été arrêtés),.
Quelques semaines après la finale, il souffre d'une thrombose au bras droit, et évite même de peu l'amputation. Il doit interrompre brusquement sa carrière. Duckadam ne rejoua au football qu'à partir de 1989, dans les divisions inférieures du football roumain.
Une version différente, jamais confirmé, y compris après la chute du régime de Ceaucescu, est exposée par un journaliste français (Dominique Paganelli, Libre arbitre, Actes Sud, 2006). Peu après le match contre Barcelone, le président du Real Madrid de l'époque Ramón Mendoza, aurait contacté le Roumain pour le récompenser d'avoir contribué à la défaite de l'équipe concurrente. Il lui aurait offert une Mercedes. Lors de son retour à Bucarest, Duckadam aurait été convoqué par Nicu Ceaucescu, le fils du dictateur. Celui-ci lui aurait demandé la voiture en question, avant même que le footballeur ne l'ait reçue. Fort de son succès, Duckadam aurait refusé. Mais par la suite il aurait reçu la visite des sbires de la Securitate : « Avec méthode et application, ils se sont occupés du héros de Séville, en lui retournant un à un les doigts et en brisant ses poignets ». Cette version n’a jamais été corroborée par le moindre témoignage ou document, et Duckadam lui-même l’a toujours fermement démentie, à plusieurs reprises et sur plusieurs décennies. Elle relève donc davantage du mythe que de la réalité historique,,.
En 2010, il est nommé président du Steaua Bucarest.

## Carrière
- 1978-1982 :  UT Arad
- 1982-1986 :  Steaua Bucarest
- 1989-1991 :  Vagonul Arad (en)
- 2 sélections avec l'équipe de Roumanie en 1982

## Palmarès

### Club
Steaua Bucarest
- Vainqueur de la Coupe des clubs champions européens en 1986.
- Vainqueur du Championnat de Roumanie en 1985 et 1986.
- Vainqueur de la Coupe de Roumanie en 1985.

### Distinctions personnelles
- Élu footballeur roumain de l'année en 1986
- Nommé au Ballon d'or en 1986